# Front révolutionnaire uni
Pour les articles homonymes, voir FRU et RUF.
Le Front révolutionnaire uni,,, en anglais Revolutionary United Front, abrégé RUF, est un groupe armé fondé par Foday Sankoh. Ce groupe est le principal responsable de la guerre civile de Sierra Leone. L'organisation est placée sur la liste officielle des organisations terroristes des États-Unis.

## Origine
Foday Sankoh créa vers 1988 le RUF en Libye, lors de son passage dans les camps d'entraînement du colonel Mouammar Kadhafi. Suivant les idées révolutionnaires du colonel libyen, le RUF a pour but principal de rendre le pouvoir au peuple.

## La guerre civile
Ayant rencontré Charles Taylor dans les camps d'entraînement libyens, Foday Sankoh décide avec son aide de prendre le contrôle de zones diamantifères de la Sierra Leone. Le 23 mars 1991, le RUF, composé d'une centaine de combattants, attaque deux villages. C'est le début de la guerre civile de Sierra Leone.
Le 30 novembre 1996, le RUF signe un accord visant à être intégré dans le gouvernement de Ahmad Tejan Kabbah. Mais à la suite de l'arrestation au Nigeria de Foday Sankoh, le RUF rompt le cessez-le-feu.
Le 25 mai 1997, l'Armed Forces Revolutionary Council (en) (AFRC), un groupe armé constitué d'anciens militaires, prend le pouvoir et conclut un accord avec le RUF pour partager le pouvoir.
Le 12 février 1998, le RUF et l'AFRC sont chassés du pouvoir par le groupe d'intervention de la CEDEAO, l'ECOMOG.
Fin 1998, une offensive du RUF et de l'AFRC leur permet d'occuper en janvier 1999 la capitale du pays, Freetown. Ils sont de nouveaux chassés par l'ECOMOG 3 semaines plus tard. Mais la ville est mise à feu et à sang pendant toute l'occupation : 6 000 morts sont recensés ainsi que des dizaines de milliers de réfugiés.
Le 7 juillet 1999, le RUF et le gouvernement de la Sierra Leone signent les accords de Lomé. Le RUF doit rentrer au gouvernement et ses combattants être amnistiés.
Voulant remettre en question l'accord de Lomé, le RUF prend en otage 500 Casques bleus de la MINUSIL le 3 mai 2000,. À la suite de la prise d'otages, la Grande-Bretagne envoie des forces spéciales pour détruire le RUF. Officiellement, ils étaient là uniquement pour évacuer les occidentaux présents dans le pays.
Le 10 novembre 2000, sous la pression militaire britannique et de certains contingents africains, un cessez-le-feu est signé à Abuja au Nigeria, entre le gouvernement et le RUF.
En janvier 2002, les combattants du RUF sont désarmés et démobilisés. La guerre civile de Sierra Leone prend officiellement fin le 18 janvier 2002.

### Les diamants de sang
Le financement du RUF provenait de divers trafics et principalement celui des diamants de Sierra Leone. Ce trafic fut surnommé le trafic des diamants ensanglantés.
La Sierra Leone dispose dans l'est du pays d'importantes mines de diamants. La revente des diamants au Liberia de Charles Taylor permettait au RUF un financement presque sans limite.
Les diamants étaient principalement échangés contre des armes, des munitions et également de la drogue pour les combattants du RUF. Les vendeurs de diamants, principalement libanais, se chargeaient ensuite de la revente sur le marché libérien. C'est ainsi que l'on a pu constater que le Liberia exportait 60 fois plus de diamants qu'il n'en produisait véritablement.
En un peu plus de 10 ans, plus de 400 millions de dollars de diamants circulèrent illégalement entre la Sierra Leone et le Liberia, principalement au profit du RUF.
Voulant mettre fin à ce trafic pour asphyxier le RUF, le Conseil de sécurité des Nations unies vota le 5 juillet 2000 la résolution 1306 et un embargo sur le trafic illégal de diamants de la Sierra Leone fut décrété. Le trafic diminua mais ne s'arrêta pas.
Au sujet de l'environnement, le RUF semble avoir empêché la déforestation dans les régions qu'il contrôlait.

### Les crimes
Les crimes commis par le RUF faisaient partie d'une politique de terreur ayant pour but d'empêcher la population de se soulever contre le RUF. Les combattants du RUF commirent systématiquement des viols, des mutilations (principalement par des amputations comme celles des mains ou des oreilles ou prise de trophées avec le crâne des victimes), des meurtres ou des destructions de villages et de récoltes. On a noté également la pratique du cannibalisme comme un rituel. Cela permettait aux combattant de ne plus voir leurs ennemis comme des humains, mais comme des animaux.[réf. nécessaire] À partir de là, plus aucune limite n'existait dans les horreurs pouvant être commises. La guerre du RUF étant extrêmement meurtrière, le besoin de combattants était important. Le RUF appliqua donc très tôt une politique d'enlèvement d'enfants en vue d'en faire des enfants soldats. Ces enfants étaient bien souvent obligés de tuer leurs parents ainsi que leurs connaissances pour les empêcher de retourner un jour chez eux. Traumatisés et drogués, ces enfants étaient transformés en de terribles machines à tuer.

## La démilitarisation
À la fin de la guerre civile en 2002, le RUF se transforme en un parti politique.
Lors des élections générales de Sierra Leone, le 14 mai 2002, le RUF a obtenu 1,7 % des voix pour son représentant Alimamy Pallo Bangura.

## Le jugement
Le Conseil de sécurité de l'ONU vota le 14 août 2000 la résolution 1315. Elle donna un mandat au secrétaire général des Nations unies pour créer un tribunal visant à juger les crimes commis durant la guerre civile de Sierra Leone.
C'est ainsi que le procureur du Tribunal spécial pour la Sierra Leone (TSSL) inculpa notamment Foday Sankoh et Sam Bockarie du RUF pour crimes contre l'humanité, crimes de guerre et d'autres violations sérieuses du droit international humanitaire.

## Culture populaire
- Le film Blood Diamond retrace la guerre au Sierra Leone, les scènes d'horreur des forces du RUF ainsi que la formation d'enfants soldats et la contrebande de diamants « ensanglantés ».
- Dans le film Lord of war, une scène fait référence au trafic de diamants qui seront échangés contre des armes destinées aux forces du RUF. On peut assister lors de la même scène aux exactions commises par le groupe armé à la suite de l'acquisition des différentes armes et munitions.